# جورج إدوارد فولتون
جورج إدوارد فولتون (بالإنجليزية: George Edward Fulton)‏ هو مهندس أسترالي، ولد في 1855، وتوفي في 1 يوليو 1895 في Cue, Western Australia ‏ في أستراليا.